# Sophie Charlotte af Slesvig-Holsten-Sønderborg-Beck
Sophie Charlotte af Slesvig-Holsten-Sønderborg-Beck (født 31. december 1722, død 7. august 1763) var en prinsesse af Slesvig-Holsten-Sønderborg-Beck. Hun var datter af hertug Frederik Vilhelm 2. af Slesvig-Holsten-Sønderborg-Beck og Ursula Anna af Dohna-Schlobitten.
Sophie Charlotte giftede sig 1. gang som 15-årig den 5. juni 1738 i Königsberg med den 18 år ældre Alexander Emil zu Dohna-Wartenburg-Schlodien (1704–1745), preussisk generalmajor, faldet i Slaget ved Soor. De fik tre børn:
- Sophia Charlotte (1740-1798), gift i 1759 med prins Carl Christian af Solms-Hohensolms-Lich (1725-1803)
- Frederik Alexander (1741-1810), gift i 1769 med grevinde Carolina Finck af Finkelstein (1746-1825)
- Carl Emil (1744-1744).

Hun giftede sig 2. gang den 1. januar 1750 på Schloss Prökelwitz i Østpreussen med prins Georg Ludvig af Slesvig-Holsten-Gottorp (1719–1763). De fik tre børn:
- Frederik (1751-1752);
- Vilhelm (1753-1774);
- Peter Frederik Ludvig (1755-1829), Hertug af Oldenburg, gift i 1781 med Frederikke af Württemberg.

## Eksterne links
- Wikimedia Commons har flere filer relateret til Sophie Charlotte af Slesvig-Holsten-Sønderborg-Beck
- Hans den Yngres efterkommere